# 17. Feld-Division
17. Feld-Division foi uma divisão de campo da Luftwaffe que prestou serviço durante a Segunda Guerra Mundial, combatendo com a Heer. Formada em Dezembro de 1942 na Luftgau VII, a sua zona de operações situava-se no norte da França. Foi absorvida cerca de um ano mais tarde pelo Exército Alemão.

## Comandantes
- Hans Korte, Dezembro de 1942 - 25 de Janeiro de 1943[2]
- Herbert Olbrich, 25 de Janeiro de 1943 - 30 de Outubro de 1943[2]